# Марія Александра Шлезвіг-Гольштейнська
Марія Александра Шлезвіг-Гольштейнська (нім. Marie Alexandra zu Schleswig-Holstein), уроджена Марія Александра Кароліна-Матильда Вікторія Ірена Шлезвіг-Гольштейн-Зондербург-Глюксбурзька (нім. Marie Alexandra Caroline-Mathilde Viktorie Irene von Schleswig-Holstein-Sonderburg-Glücksburg), 9 липня 1927 — 14 грудня 2000) — принцеса Шлезвіг-Гольштейнська від 1934 року, уроджена принцеса Шлезвіг-Гольштейн-Зондербург-Глюксбурзька, донька герцога Шлезвіг-Гольштейнського Вільгельма Фрідріха та принцеси Марії Меліти Гогенлое-Лангенбурзької, дружина ресторатора Дугласа Бартона-Міллера.

## Біографія
Марія Александра народилася 9 липня 1927 року у маєтку Луїзенлунд. Вона була четвертою дитиною та єдиною донькою в родині принца Шлезвіг-Гольштейн-Зондербург-Глюксбурзького Вільгельма Фрідріха та його дружини Марії Меліти Гогенлое-Лангенбурзької. Дівчинка мала старших братів Ганса та Петера. Ще один брат помер до її народження. Мешкала родина в маєтках Луїзенлунд та Ґрюнхольц.

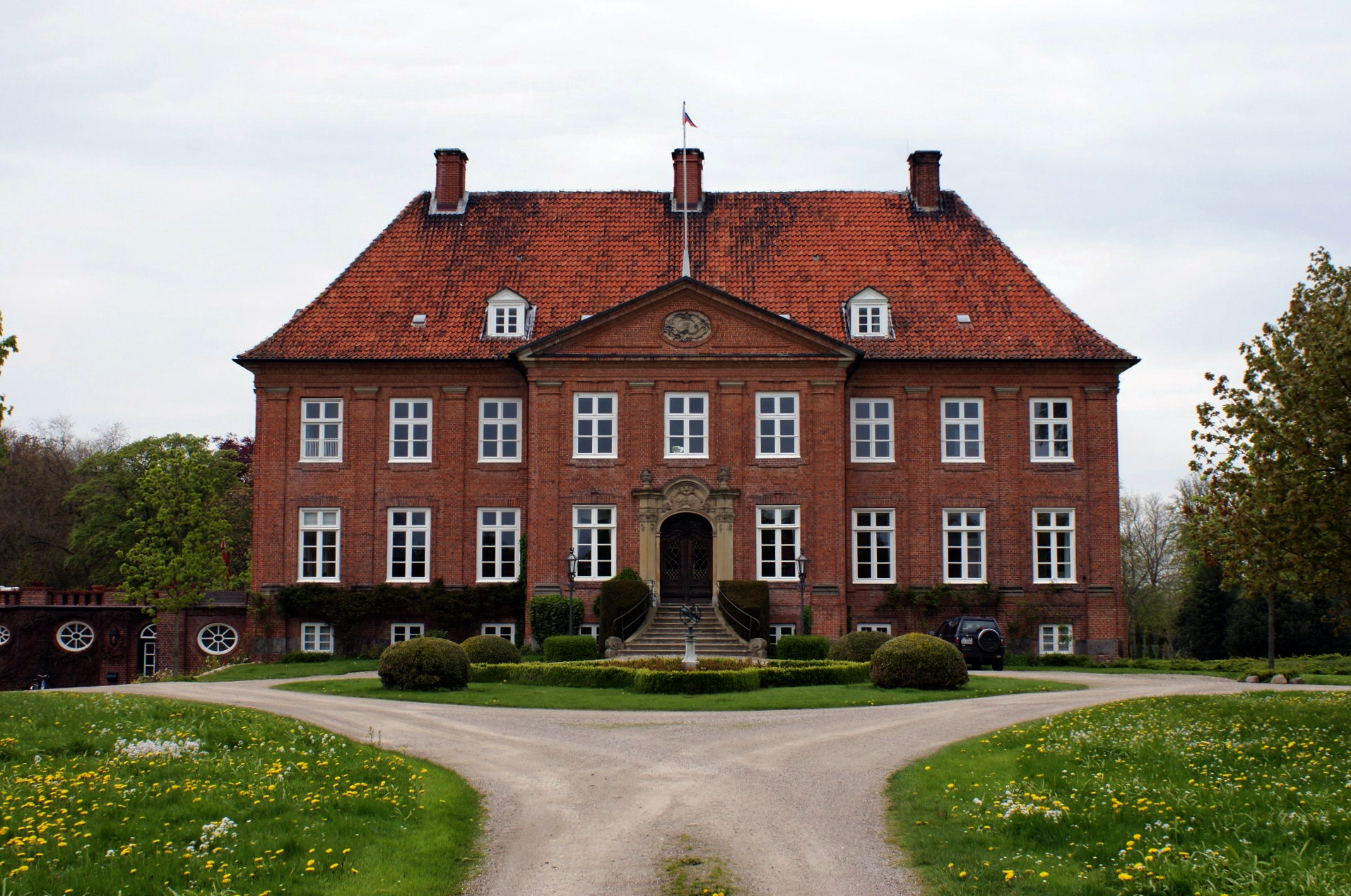
Маєток Ґрюнхольц

У 1934 році батько успадкував титул герцога Шлезвіг-Гольштейнського. Влітку 1944 року брат Ганс загинув на фронті.
У 43 роки Марія Александра взяла шлюб із американцем Дугласом Бартоном-Міллером, уродженцем Сан-Франциско, молодшим від неї на два роки. Весілля відбулося 22 липня 1970 року у Ґрюнхольці. Дітей у подружжя не було. Резиденцією пари став Фрідріхсгафен, де Дуглас мав ресторанний бізнес.
Марія Александра пішла з життя у Фрідріхсгафені 14 грудня 2000 року. Похована на родинному цвинтарі Луїзенлунда поруч братом.